# ウィークエンド930
ウィークエンド930（ニュースきゅうさんまる）は、テレビ埼玉（TVS）で金曜日の夜に放送されていた報道番組。2003年5月2日放送開始、2015年3月27日放送終了。
現在のタイトルロゴは、“ウィークエンド”を“WEEKEND”と変えて表記されている。また、金曜日を除いた平日最終版の報道番組は、「ニュース930」である。

## 番組概要
当番組が開始するまでは、「ニュース930」を月 - 金曜日に放送していた。2003年5月2日より当番組を毎週金曜日に放送開始。これに伴い「ニュース930」は月 - 木曜日に縮小された。
当初の放送時間は15分間と同様であったが、2004年4月2日より30分間に放送時間を拡大し、「ニュース930」の差別化を図った。
2005年12月1日より放送設備の更新上、CMに加えてオープニング・エンディング・アイキャッチのみステレオ放送となる。それ以外の本編は、当初通りモノラル放送である。
2006年4月には、同局の愛称“テレ玉”の導入に伴い2007年6月の全面リニューアルまで、オープニングとエンディングには、番組ロゴと同時に“テレ玉”ロゴが表示されていた。
また2007年6月1日より、放送内容・セットを全面リニューアルを図った。番組ロゴを初めて変更し、ロゴの表記も「ウィークエンド930」から「WEEKEND930」となった。同時に、地上デジタル放送では放送設備の更新上、画面比が4:3から16:9にワイド化された。当番組で使用している第1スタジオは、2014年3月まで完全にデジタル化されていなかったため長らく16:9の標準画質で放送していたが、同年4月よりハイビジョン放送となった。
2008年3月31日より大幅なリニューアルを図った「ニュース930」と合同でのCMが、同局で放送されていた。なお「ニュース930」キャスターの一部変更に伴い再編集され、現在も放送中である。
2008年10月3日よりオープニングとタイムテーブルを変更した。同時にテロップを一新し、ニュース映像の画面右上には、見出しテロップを表示されるようになった。
2015年3月27日をもって放送を終了。月 - 木曜日に放送されている「ニュース930」を約12年ぶりに金曜日にも放送することになった。なお、2015年4月から金曜日の「ニュース930」→「ニュース930 plus」のみ当番組のスタジオセットとキャスターがキャスター席からニュースを伝えるスタイルを継続している。

## 出演者

### キャスター
※最終回時点。「ニュース930」キャスター及び当番組のナレーションも兼務。波多江は提供読みも担当。
- 波多江良一（テレビ埼玉アナウンサー）
- 村山千代（テレビ埼玉アナウンサー)

### 歴代キャスター
開始当初はキャスターのみであったが、放送時間の拡大に伴いナレーションが加わるようになった。
|                         | キャスター | キャスター | ナレーション |
| ----------------------- | ---------- | ---------- | ------------ |
| 2003.05.02 - 2004.03.26 | 宮内里江子 | 宮内里江子 | （なし）     |
| 2004.04.02 - 2005.03.25 | 宮内里江子 | 宮内里江子 | 定本正志     |
| 2005.04.01 - 2008.03.28 | 宮内里江子 | 宮内里江子 | 渡辺一宏     |
| 2008.04.04 - 2010.03.26 | 宮内里江子 | 宮内里江子 | 吉崎仁康     |
| 2010.04.02 - 2013.03.29 | 宮内里江子 | 宮内里江子 | 梅中悠介     |
| 2013.04.05 - 2013.12.27 | 宮内里江子 | 宮内里江子 | 波多江良一   |
| 2014.01.10 - 2014.03.28 | 波多江良一 | 小室早弥香 | （なし）     |
| 2014.04.04 - 2015.03.27 | 波多江良一 | 村山千代   | （なし）     |

## 放送時間
- 2003.05 - 2004.03 21:30 - 21:45
- 2004.04 - 2015.03 21:30 - 22:00

## 放送内容

### 2008年10月 - 放送終了
- 21:30-　県内ニュース

その日に県内で起きたニュースを、ストレート方式で取り上げる。
- 21:35-　トピックス

その週に起きたニュースを、県内から著名人のコメントを交え、取り上げる。
- 21:45-　特集

- 21:54-　フラッシュニュース・プロ野球情報

3項目程度の全国のニュースを放送する。
その日に行われたプロ野球の試合結果を、速報で放送する。
- 21:57-　彩新事情

県内の話題や、週末のお出かけに役立つ情報を伝える。
- 21:58-　天気予報

翌日の県内・関東地方の天気予報を放送する。
- 21:59-　放送終了

### 2007年6月 - 2008年9月
- 21:30-　県内ニュース
- 21:35-　全国ニュース

その日に全国で起きたニュースを、ストレート方式で取り上げる。編成上によっては、縮小・省略される場合がある。
- 21:40-　WEEKLY NEWS・クローズアップ
- 21:45-　特集
- 21:54-　プロ野球情報・天気予報・来週の予定
- 21:57-　彩新事情
- 21:59-　放送終了

## 歴代エンディングテーマ
※3ヶ月ごとに切り替わる。「ニュース930」と共用。